# Stenocercus puyango
Espèce
Statut de conservation UICN

 LC  : Préoccupation mineure
Stenocercus puyango est une espèce de sauriens de la famille des Tropiduridae.

## Répartition et habitat
Cette espèce se rencontre dans les provinces d'El Oro et de Loja au sud de l'Équateur et dans le nord du Pérou. On la trouve entre 90 et 1 500 m d'altitude. Elle vit dans la forêt tropicale sèche de basse altitude.

## Publication originale
- Torres-Carvajal, 2005 : A new species of Iguanian lizard (Stenocercus) from the Western lowlands of Southern Ecuador and Northern Peru. Herpetologica, vol. 61, n. 1, p. 78-85.